# La Légende de l'Île au trésor
La Légende de l'Île au trésor (The Legends of Treasure Island) est une série d'animation britannique diffusée sur ITV entre 1993 et 1995. Il s'agit d'une adaptation du roman L'Île au trésor de Robert Louis Stevenson, où les personnages sont dépeints comme des animaux anthropomorphes.
En France, la série a été diffusée sur Canal+ dans l'émission Canaille Peluche, sur France 3 dans l'émission Les Minikeums, et Disney Channel.

## Distribution
- Dawn French (première saison) / John Hasler (seconde saison) : Jim Hawkins
- Juliet Stevenson (première saison) / Corinna Powlesland (seconde saison) : Jane
- Richard E. Grant (première saison) / Rob Brydon (seconde saison) : Long John Silver
- Robert Powell : Dr Livesey
- Hugh Laurie : Squire Trelawney
- Chris Barrie (première saison) / Chris Barrie (seconde saison) : Capitaine Smollett / Ben Gunn
- Rob Rackstraw : Pew [non crédité]
- Gary Martin : prince triton (ép. 8), voix additionnelles
- Carla Mendonça : voix additionnelles

### Voix françaises
- Alexis Tomassian : Jim Hawkins
- Nathalie Regnier : Jane
- Pascal Renwick : Long John Silver
- Henri Labussière : Ben Gunn
- Christian Pélissier : Pew, Morgan
- Philippe Dumat : Capitaine Smolett
- Jacques Ciron : Squire Trelawney
- Jean-Pierre Moulin : Dr Livesey
- Cyrille Artaux : le rat
- Bernard Metraux : le père de Jim

## Production

### Univers
Les personnages sont tous, sans exception, des animaux anthropomorphiques.

## Épisodes

### Première saison
1. La quête commence (The Quest Begins)
2. Les souvenirs sont nôtres (Memories Are Made Of This)
3. La tour de garde (The Watch Tower)
4. Maintenant tu me vois (Now You See Me)
5. Le retour de Flint (Flint's Return)
6. La grotte de Babel (The Cave Of Babel)
7. Le labyrinthe (The Labyrinth)
8. Le prince triton (The Merman Prince)
9. La fontaine de la vérité (The Fountain Of Truth)
10. La mare aux prophéties (The Pool Of Prophecy)
11. Retour à l'envoyeur (Return To Sender)
12. Nous gagnons des queues (Tails We Win)
13. Le début de la fin (The Beginning Of The End)

### Seconde saison
1. Le lendemain (Consequence)
2. Les retrouvailles (Reunion)
3. Silver en Enfer (Silver In The Island's Underworld)
4. L'engagement de Silver (Silver's Bond)
5. Emily (Emily)
6. La forêt noire (Forest Of Darkness)
7. La Cité des nuages (City In The Sky)
8. L'antidote (Antidote)
9. Le dragon (Dragon)
10. L'allégeance (Allegiance)
11. L'oracle (The Oracle)
12. La colline de l'homme mort (Double Cross)
13. Un pour tous (One For All)